# Nephrotoma catenata guizhouensis
Nephrotoma catenata guizhouensis is een tweevleugelige uit de familie langpootmuggen (Tipulidae). De soort komt voor in het Oriëntaals gebied.